# Campionat del Món de motocròs 1968
La temporada de 1968 del Campionat del Món de motocròs fou la 12a edició d'aquest campionat, organitzat per la FIM. El calendari oficial constava de 13 Grans Premis, celebrats entre el 21 d'abril i el 18 d'agost.
Aquella temporada, el Gran Premi d'Espanya de 250 cc, celebrat el 31 de març, abandonà el seu anterior emplaçament (el Circuit de Santa Rosa a l'actual barri de Santa Rosa de Santa Coloma de Gramenet) i estrenà el Circuit del Vallès, que aviat passaria a la història com un dels millors del campionat.

## Sistema de puntuació
Barem de puntuació de 1952 a 1969:
| Posició | 1 | 2 | 3 | 4 | 5 | 6 |
| Punts   | 8 | 6 | 4 | 3 | 2 | 1 |

| Resultats que computen                         |
| 1/2 + 1 dels GP (cal acabar-hi les 2 mànegues) |

## 500 cc

### Classificació final
| Posició | Pilot               | Motocicleta | Punts |
| ------- | ------------------- | ----------- | ----- |
| 1       | Paul Friedrichs     | ČZ          |       |
| 2       | John Banks          | BSA         | 41    |
| 3       | Åke Jonsson         | Husqvarna   | ?     |
| 4       | Bengt Åberg         | Husqvarna   | ?     |
| 5       | Roger De Coster     | ČZ          | ?     |
| 6       | Vic Eastwood        | Husqvarna   | ?     |
| 7       | Petr Dobry          | ČZ          | ?     |
| 8       | Jeff Smith          | BSA         | 16    |
| 9       | Jef Teuwissen       | Husqvarna   | ?     |
| 10      | Christer Hammargren | Husqvarna   | ?     |

## 250 cc
Joël Robert guanyà el seu segon campionat mundial i encetà una època de domini absolut d'aquesta cilindrada que no s'acabaria fins a 1972, en què guanyà el seu sisè i darrer títol.

### Classificació final
| Posició | Pilot           | Motocicleta | Punts          |
| ------- | --------------- | ----------- | -------------- |
| 1       | Joël Robert     | ČZ          | 54 net/72 brut |
| 2       | Torsten Hallman | Husqvarna   | 52 net/55 brut |
| 3       | Sylvain Geboers | ČZ          | 31 net/34 brut |
| 4       | Karel Konecny   | ČZ          | 29 net/31 brut |
| 5       | Dave Bickers    | ČZ          | 21 net/23 brut |
| 6       | Håkan Andersson | Husqvarna   | 18             |
| 7       | Olle Pettersson | Suzuki      | 18             |
| 8       | Kalevi Vehkonen | Husqvarna   | 8              |
| 9       | Víktor Arbékov  | ČZ          | 8              |
| 10      | Heikki Mikkola  | Husqvarna   | 7              |

## Resum: Podi final 1968
|           | 500 cc          | 500 cc    | 250 cc          | 250 cc    |
| Campió    | Paul Friedrichs | ČZ        | Joël Robert     | ČZ        |
| Subcampió | John Banks      | BSA       | Torsten Hallman | Husqvarna |
| Tercer    | Åke Jonsson     | Husqvarna | Sylvain Geboers | ČZ        |